# Obvodní soud pro Prahu 5
Obvodní soud pro Prahu 5 je okresní soud se sídlem v hlavním městě Praze a s působností pro vymezenou část hlavního města, jehož odvolacím soudem je Městský soud v Praze. Rozhoduje jako soud prvního stupně ve všech trestních a civilních věcech, ledaže jde o specializovanou agendu (nejzávažnější trestné činy, insolvenční řízení, spory ve věcech obchodních korporací, hospodářské soutěže, duševního vlastnictví apod.), která je svěřena městskému soudu.

## Sídlo
Soud se původně nacházel v domě na Janáčkově nábřeží, kvůli jeho vrácení v restituci původním majitelům se přesunul do justičního paláce na náměstí Kinských 5 na Smíchově, kde sídlil spolu s Krajským soudem v Praze. Pro dlouhodobé kapacitní problémy se jeho hlavní část včetně správy soudu v srpnu 2015 přesunula na ulici Legerova 1877/7 na Novém Městě (exekuční oddělení se dočasně přestěhovalo na adresu V. P. Čkalova 478/18 v Dejvicích) a na Smíchově zůstal až do září 2019 jen občanskoprávní úsek. Od té doby ale celý soud sídlí v rekonstruovaném domě na adrese Hybernská 1006/18, kde byl dříve správní úsek Městského soudu v Praze.

## Soudní obvod
Obvod Obvodního soudu pro Prahu 5 se shoduje s obvodem Praha 5, patří tedy do něho území těchto městských částí:
- Praha 5
- Praha 13
- Praha 16
- Praha-Lipence
- Praha-Lochkov
- Praha-Řeporyje
- Praha-Slivenec
- Praha-Velká Chuchle
- Praha-Zbraslav
- Praha-Zličín

Na území tohoto obvodu žilo a do působnosti obvodního soudu tak ke konci roku 2024 spadalo 209 098 obyvatel.